# Friedrich Kraus (médecin)
Pour les articles homonymes, voir Friedrich Kraus.
Friedrich Anton Kraus, né le 31 mai 1858 à Tetschen en Bohême et mort le 1er mars 1936 à Berlin, est un médecin, interniste et pathologiste autrichien. 

## Biographie
Après ses études à l'Université allemande de Prague, il y devient d'abord assistant de C. H. Huppert et de F. Hofmeister à l'Institut de physiologie chimique, puis de H. Chiari à l'Institut de pathologie, avant de se consacrer à la médecine interne sous la direction de Otto Kahler. Il obtient son habilitation en 1888. Lorsque Kahler répond à un appel à Vienne, Friedrich Kraus l'accompagne et y devient en 1893 professeur extraordinaire et chef de service de la clinique interne de l'hôpital Rudolf. En 1894-1902, il est professeur titulaire à l'université de Graz, puis succède à C. Gerhardt à la 2e clinique médicale de la Charité à Berlin, où il occupe également le poste de professeur titulaire de physiologie et de pathologie à l'université. Il y forme une école clinique qui fonde ses enseignements diagnostiques sur les méthodes scientifiques de l'époque. La physiologie pathologique est largement encouragée par lui et ses élèves et la méthodologie d'examen fonctionnelle (par exemple l'écriture mécanique du pouls, l'orthodiagraphie) est développée. Friedrich Kraus introduit la radiologie et l'électrocardiographie à grande échelle dans la clinique. La pathologie métabolique fait l'objet de recherches intensives. Friedrich Kraus intègre également des aspects philosophiques et psychologiques dans sa vision du monde médical et occupe une place importante dans la biologie constitutionnelle de l'époque.